# Kazvinska pokrajina
Kazvinska pokrajina (perz. استان قزوین; Ostān-e Kazvīn) je jedna od 31 iranske pokrajine. Smještena je u sjevernom dijelu zemlje, a omeđena je Gilanom i Mazandaranom na sjeveru, Alborškom pokrajinom na istoku, Markazijem i Hamadanskom pokrajinom na jugu, te Zandžanskom pokrajinom na zapadu. Kazvinska pokrajina ima površinu od 15.549 km², a prema popisu stanovništva iz 2006. godine u njoj je živjelo 1,143.200 stanovnika. Sjedište pokrajine nalazi se u gradu Kazvinu.

## Okruzi
- Abječki okrug
- Alborški okrug
- Avadžanski okrug
- Bujin-Zahranski okrug
- Kazvinski okrug
- Takestanski okrug

## Vanjske poveznice
- (perz.) Službene stranice Kazvinske pokrajine  Arhivirana inačica izvorne stranice od 30. svibnja 2013. (Wayback Machine)

Ostali projekti
|  | Zajednički poslužitelj ima još gradiva o temi Kazvinska pokrajina |